# Черняев, Григорий Никитич
Григорий Никитич Черняев (1787, Могилёвская губерния — 1869, Бердянск) — начальник бердянского порта (1842—1855), участник наполеоновских войн. Отец генералов Николая и  Михаила Черняевых.

## Происхождение
Происходил из древнего рода Черняевых, родоначальники которого за службу русскому царю получили земли в Белгородском разряде, в том числе на территории Курского наместничества. Его предки были из новгородских бояр, переселившихся в Московское княжество после присоединения Великого Новгорода. 
Родился 16 (27) января 1787 года в семье Никиты Исаевича Черняева (1748—?), в имении Кривое Копысского уезда Могилёвской губернии. Отец ещё в 1758 году был записан на военную службу, после которой служил в Коллегии экономии, где занимался вопросами землевладения духовных лиц и учреждений; входил в смоленскую Комиссию по жалобам польской шляхты. После первого раздела Польши был назначен в Могилёвскую губернию протоколистом. Впоследствии стал начальником таможни в местечке Толочин. Его успешная деятельность была замечена и получил чин надворного советника и две деревни в Могилёвской губернии. Также 24 декабря 1790 года он был возведён в потомственное дворянство.
Имение Кривое, где родился Григорий Никитич, было впоследствии продано. А деревня Тубышки в Могилёвском уезде стала родовым поместьем Черняевых. У Григория было четыре брата: Александр, Ипполит, Василий и Пётр. Вслед за братьями (кроме Александра), в возрасте 11 лет, Григорий был отправлен в Шкловское благородное училище, которое в следующем году получило наименование кадетского корпуса.

## Военная карьера
В ноябре 1804 года, после окончания Шкловского кадетского корпуса, получил чин прапорщика и был распределён в Новоингерманландский полк, который находился в Могилёве. Уже через несколько месяцев, уже в 1805 году, он в составе полка принял участие в сражении под Аустерлицем.
В 1807 году участвовал во время русско-турецкой войны в сражении за турецкую крепость Браилов и был отмечен чином поручика и орденом Св. Анны 4-й степени.
Так случилось, что в начале Отечественной войны 1812 года он участвовал в боях на территории Могилёвской губернии: под деревней Салтановкой была битва корпуса маршала Даву с авангардным полком 2-й русской армии, которым командовал генерал Раевский. Затем: в сражении под Смоленском был ранен в левую руку и был награждён орденом Св. Анны 3-й степени; участвовал в Бородинском сражении и был отмечен чином штабс-капитана; за сражение под Малоярославцем получил орден Св. Владимира 4-й степени с бантом; за отличие в сражении под Красным был награждён золотой шпагой с надписью «За храбрость».
В заграничном походе русской армии он участвовал в битве под Дрезденом и сражении под Лейпцигом; вошёл в Париж в составе русских войск. В Париже он был одним из начальников по интендантской части. Затем в течение шести лет был комендантом двух французских городков: Валансьен и Люневиль (с 1818 г.), сначала в чине капитана, затем — майора.
В 1820 году вышел в отставку в чине подполковника и занялся хозяйством в родовом имении Тубышки. В январе 1824 года он вернулся на службу и был назначен полицмейстером в г. Измаил, а спустя два года был направлен в Кишинёв, на должность Бессарабского обер-форштмейстера. На основании указа Сената от 7 сентября 1831 года он был переименован в старшие лесничие Кишинёвской казённой палаты. В январе 1832 года был по прошение уволен от службы. Однако 5 апреля 1835 года он вновь был назначен полицмейстером в Измаил, а в мае 1836 года переведён полицмейстером в Киев. Посетивший город в сентябре 1837 года, Николай I нашёл здесь полный порядок и объявил Черняеву особую благодарность через киевского генерал-губернатора.
В июне-августе 1838 года он был полицмейстером в Бердичеве, после чего в очередной раз вышел в отставку.

## Бердянск
В 1842 году, 20 июня, Григорий Никитич Черняев, по распоряжению Новороссийского и бессарабского генерал-губернатора М. С. Воронцова, с которым он был знаком ещё с Франции, где Воронцов возглавлял русские экспедиционные войска, был назначен управляющим портом Бердянска.
6 марта 1844 года Черняев был произведён в полковники. При Черняеве в Бердянске была учреждена таможня 1-го класса.
В 1855 году его обвинили «в допущении в Бердянске различных беспорядков и причастности к беззакониям, которые нанесла разным лицам местная полиция»; 17 октября 1855 года он был уволен с должности начальника порта. За свои военные заслуги был отправлен в отставку в чине генерал-майора с пенсией в 500 рублей. После отставки остался жить в Бердянске. уже в отставке, 26 ноября 1860 года он получил за выслугу лет орден Св. Георгия 4-й степени.
Активно занимался общественной жизнью города. Он возглавлял комиссию по строительству Вознесенского собора, был членом комиссии по постройке городского парка и прокладке железной дороги.

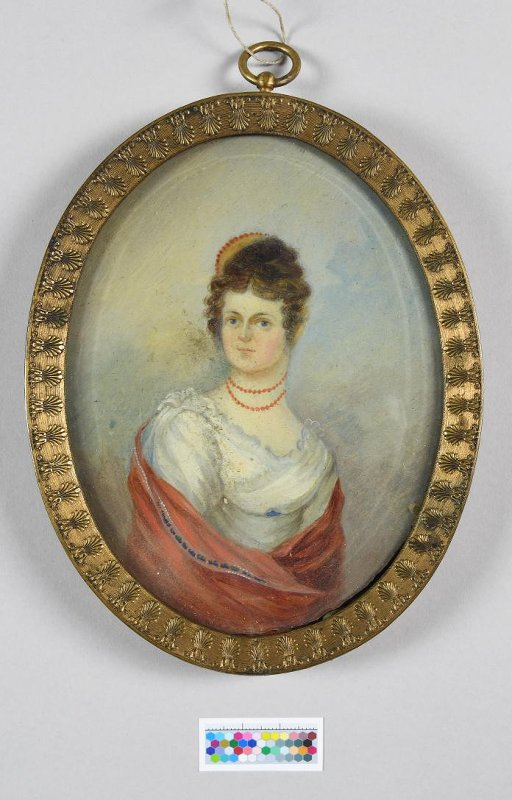
Портрет Эме-Эстер-Шарлотты Черняевой (1800 - 1876), урожденной Лекюйер

## Семья
Возвращаясь из Франции на родину, он женился на дочери мэра небольшого французского  городка Лекенуа (фр. Les Quesnoy) Филиппа-Жозефа Лекюйе (фр. Philippe Joseph Leсuer), француженке Любови-Эсфири-Шарлотте Лекюйе (фр. Aimee Esther Charlotte Lecuyer). Бракосочетание состоялось по католическому и православному обрядам 11 ноября 1818 года.
В семье родилось 18 детей, из которых девять (3 сына и 6 дочерей) дожили до взрослого возраста. Первенец — Филипп, названный в честь деда по матери родился 21 сентября 1819 года; 28 января 1826 года в Бендерах родилась дочь Александра и 22 октября 1828 года (там же) сын Михаил, будущий генерал. Дочь Елизавета родилась 24 декабря 1829 года, во время их путешествия во Францию с целью повидать родственников жены. Затем родились 3 дочери — Екатерина (12.08.1834), Надежда (02.06.1836) и Ольга (1.08.1837). Сын Николай родился 2 октября 1838 года; дочь Анна — 29 января 1840 года.
После переезда в Бердянск Григорий Никитич поручил сыну Михаилу продать родовое гнездо деревню Тубышки. Но в 1887 году Михаил Григорьевич вернул родовое имение в своё владение.
Умер в Бердянске 15 января 1869 года. Был похоронен в родном имении Тубышки.